# Essential Mixes (Kylie Minogue-album)
A 12" Masters – Essential Mixes (gyakran csak Essential Mixes néven említve) az ausztrál énekesnő, Kylie Minogue egyik remixalbuma. 2010. szeptember 17-én jelent meg a Sony Music Entertainment gondozásában. Az album az 1994-es Kylie Minogue és az 1998-as Impossible Princess albumokon található dalokhoz készült remixeket tartalmaz. Olyan remixelők járultak hozzá a lemez elkészítéséhez, mint Felix da Housecat, Trouser Enthusiasts, Quivver, Sash!, Justin Warfield, és Todd Terry. A Brothers in Rhythm, akik az Impossible Princess producerei voltak a „Too Far”-t is remixelték.

## Számlista
|    | Cím                                                          | Producer(ek)                                     | Hossz |
| -- | ------------------------------------------------------------ | ------------------------------------------------ | ----- |
| 1. | Confide in Me (Phillip Damien Mix)                           | Brothers in Rhythm, Phillip Damien               | 6:25  |
| 2. | Put Yourself in My Place (Driza-Bone Mix)                    | Harry, Drizabone                                 | 4:47  |
| 3. | Where Is the Feeling (Felix da Housecat Klubb Feelin Mix)    | Brothers in Rhythm, Felix da Housecat            | 10:48 |
| 4. | Did It Again (Trouser Enthusiasts Goddess of Contortion Mix) | Brothers in Rhythm, Minogue, Trouser Enthusiasts | 10:22 |
| 5. | Some Kind of Bliss (Quivver Mix)                             | Bradfield, Dave Eringa, Quivver                  | 8:39  |
| 6. | Breathe (Sash! Club Mix)                                     | Minogue, Ball, Vauk, Sash!                       | 5:20  |
| 7. | Too Far (Brothers in Rhythm Mix)                             | Minogue, Brothers in Rhythm                      | 10:21 |
| 8. | Confide in Me (Justin Warfield Mix)                          | Brothers in Rhythm, Justin Warfield              | 5:25  |
| 9. | Breathe (TNT Club Mix)                                       | Minogue, Ball, Vauk, Todd Terry                  | 6:44  |